# Esteban Suárez
Esteban Andrés Suárez, conocido deportivamente como Esteban (Avilés, Asturias, 27 de junio de 1975) es un exfutbolista español.

## Trayectoria
Inició su carrera en el equipo de su localidad natal, el Real Avilés, previo paso por las categorías inferiores del Navarro Club de Fútbol. Tras dos campañas con el club avilesino en Segunda División B, en 1996 firmó por el Real Oviedo. Durante otros dos años defendió la meta del filial ovetense, también en la categoría de bronce.
La temporada 1997-98, a pesar de tener ficha con el filial, dio el salto al primer equipo. Tras varias convocatorias como suplente, el 19 de octubre de 1997 tuvo la oportunidad de debutar, al ser expulsado el titular, Juan Luis Mora, durante un encuentro contra la Real Sociedad. A partir de ese momento, y durante las siguientes cuatro temporadas, Esteban fue el titular indiscutible en la meta carbayona, incluso después del descenso de categoría de la temporada 2000-01. En total, Esteban solo se perdió doce partidos de liga en sus cinco años en el Real Oviedo. En la jornada 36 del campeonato de Liga 1999/2000, detuvo un penalti a Jimmy Floyd Hasselbaink, del Atlético de Madrid, lo que consumó el descenso del equipo rojiblanco a Segunda División.
Tras un año defendiendo la meta oviedista en Segunda División, en la temporada 2002-03 dio un salto importante y regresó a la máxima categoría, al ser cedido al Atlético de Madrid. Suplente del Mono Burgos en las primeras jornadas de liga, acabó desplazando al argentino de la titularidad en la segunda vuelta. Pese a ello, el club rojiblanco desestimó la opción de compra sobre el jugador.
Tras quedar libre, en el verano de 2003 se comprometió con el Sevilla FC. Fue el portero titular durante dos temporadas, y en ambas campañas los andaluces lograron la clasificación para disputar la Copa de la UEFA.
La llegada de Andrés Palop en la temporada 2005-06, precipitó su salida del Sevilla con rumbo al Real Club Celta. El club vigués logró esa temporada la clasificación para la Copa de la UEFA pero, en el plano personal, Esteban apenas dispuso de oportunidades de disputarle la titularidad a José Manuel Pinto que, en un gran estado de forma, logró el Trofeo Zamora. 
El ostracismo en la liga se repitió la siguiente temporada, aunque fue el portero titular en la Copa de la UEFA. En la competición europea el equipo celeste alcanzó los octavos de final, pero la liga terminó con su descenso.
En la temporada 2007-08, en Segunda División, Esteban recuperó la titularidad, beneficiado por la marcha de Pinto al FC Barcelona a mitad de la temporada.
En el verano de 2008 fichó por la Unión Deportiva Almería, que esa temporada disputaba su segunda temporada consecutiva en Primera División. Como en ocasiones anteriores, empezó la campaña como suplente, esta vez de Diego Alves, pero logró hacerse con la titularidad tras una lesión del brasileño. En total, disputó siete partidos. Tras al descenso del equipo a Segunda División y la marcha de Diego Alves, fue el portero titular del equipo andaluz, siendo compañero de portería de Diego García, portero subido del filial. En la Segunda División de España 2012-13 el conjunto almeriense consigue de nuevo el ascenso a Primera, jugando Esteban todos los partidos y siendo un pilar clave del ascenso a sus 37 años.
Justo antes de finalizar la temporada 2013-2014 y tras 131 partidos consecutivos jugando con el Almería en liga, y más de 10 años sin perderse una convocatoria, Esteban anunció que volvería a las filas del Real Oviedo con el objetivo de ayudar a devolver a su club al fútbol profesional, lo que conseguiría en 2015, ascendiendo con el Oviedo a Segunda.

## Selección nacional
Ha sido internacional con la selección sub-21 de España, con la que ganó la Eurocopa de la categoría en 1998.
En agosto de 2000 José Antonio Camacho le convocó por primera vez con la selección de España de cara a un amistoso contra Alemania, aunque no llegó a jugar. En total, suma cinco convocatorias con la selección absoluta.

## Clubes
| Club                         | País                | Año                 | Partidos | Goles encajados |
| ---------------------------- | ------------------- | ------------------- | -------- | --------------- |
| Real Avilés Industrial C. F. | España              | 1993-1996           | 47       | 50              |
| Real Oviedo "B"              | España              | 1996-1997           | 40       | 46              |
| Real Oviedo                  | España              | 1997-2002           | 184      | 256             |
| Atlético de Madrid           | España              | 2002-2003           | 26       | 35              |
| Sevilla F. C.                | España              | 2003-2005           | 75       | 80              |
| R. C. Celta de Vigo          | España              | 2005-2008           | 50       | 63              |
| UD Almería                   | España              | 2008-2014           | 154      | 218             |
| Real Oviedo                  | España              | 2014-2017           | 75       | 71              |
| Total en su carrera          | Total en su carrera | Total en su carrera | 651      | 819             |